# باشگاه والیبال شهرداری زاهدان
باشگاه والیبال شهرداری زاهدان یک باشگاه والیبال ایرانی حاضر در لیگ برتر والیبال ایران است که در سیستان و بلوچستان تأسیس شد. این باشگاه پس در سال ۱۳۹۱ با قهرمانی در لیگ دسته یک به لیگ برتر والیبال ایران صعود کرد.

## سازنده البسه
| لیگ  | سازنده البسه | اسپانسر پیراهن               |
| ---- | ------------ | ---------------------------- |
| ۱۳۹۰ | مجید         | بانک شهر - منطقه آزاد چابهار |